# Ceratocanthus pararelucens
Ceratocanthus pararelucens är en skalbaggsart som beskrevs av Henry Fuller Howden 1978. Ceratocanthus pararelucens ingår i släktet Ceratocanthus och familjen Hybosoridae. Inga underarter finns listade i Catalogue of Life.